# Spuihuisje (Enkhuizen)
Het Spuihuisje in de Nederlandse stad Enkhuizen in de provincie Noord-Holland is een gebouw op de spuisluis die het water van de Zuider Havendijk met het IJsselmeer verbindt. Vanuit dit huisje uit de zeventiende eeuw werd door de sluiswachter de sluis bediend.
De gevel is versierd met de wapens van Hoorn, prins Maurits van Oranje, West-Friesland, Enkhuizen en Medemblik. De dakkapel is er in de 19e eeuw opgezet. Sinds 1992 is in het Spuihuisje het 'Flessenscheepjesmuseum' gevestigd.

## Flessenscheepjesmuseum
In het Flessenscheepsjesmuseum kunnen scheepjes in flessen bekeken worden. In dit museum kunnen volledig getuigde zeilschepen in flessen bekeken worden, maar ook moderne schepen in flessen. Het museum heeft volgens eigen zeggen de grootste collectie, meer dan 1000 flessenscheepjes, ter wereld. De scheepjes komen ook van over de hele wereld. Er zijn themacollecties met visserij, walvisvaart en het reddingswezen als onderwerp.

### Geschiedenis
De eerste stappen voor het ontstaan van het Flessenscheepjesmuseum werden in 1991 gezet. Jan Visser heeft in dat jaar contact gezocht met Jan Hetteling, om een locatie voor het op te richten museum te vinden. Visser had al gekeken in het Amsterdamse Havenkwartier. Samen met de gemeente Enkhuizen werd besloten om het Spuihuisje, dat toen nog bewoond werd maar wel te huur stond, te verbouwen tot museum. In november werd de Stichting Flessenscheepjes Museum opgericht. Visser werd secretaris en penningmeester, hij bracht ook ongeveer 350 flessenscheepjes in, zijn eigen verzameling. Hetteling werd de voorzitter, hij bracht de inventaris zoals de kassa en vitrines in. Na de opening groeide de collectie snel aan tot meer dan duizend scheepjes door schenkingen, legaten en soms aankopen.

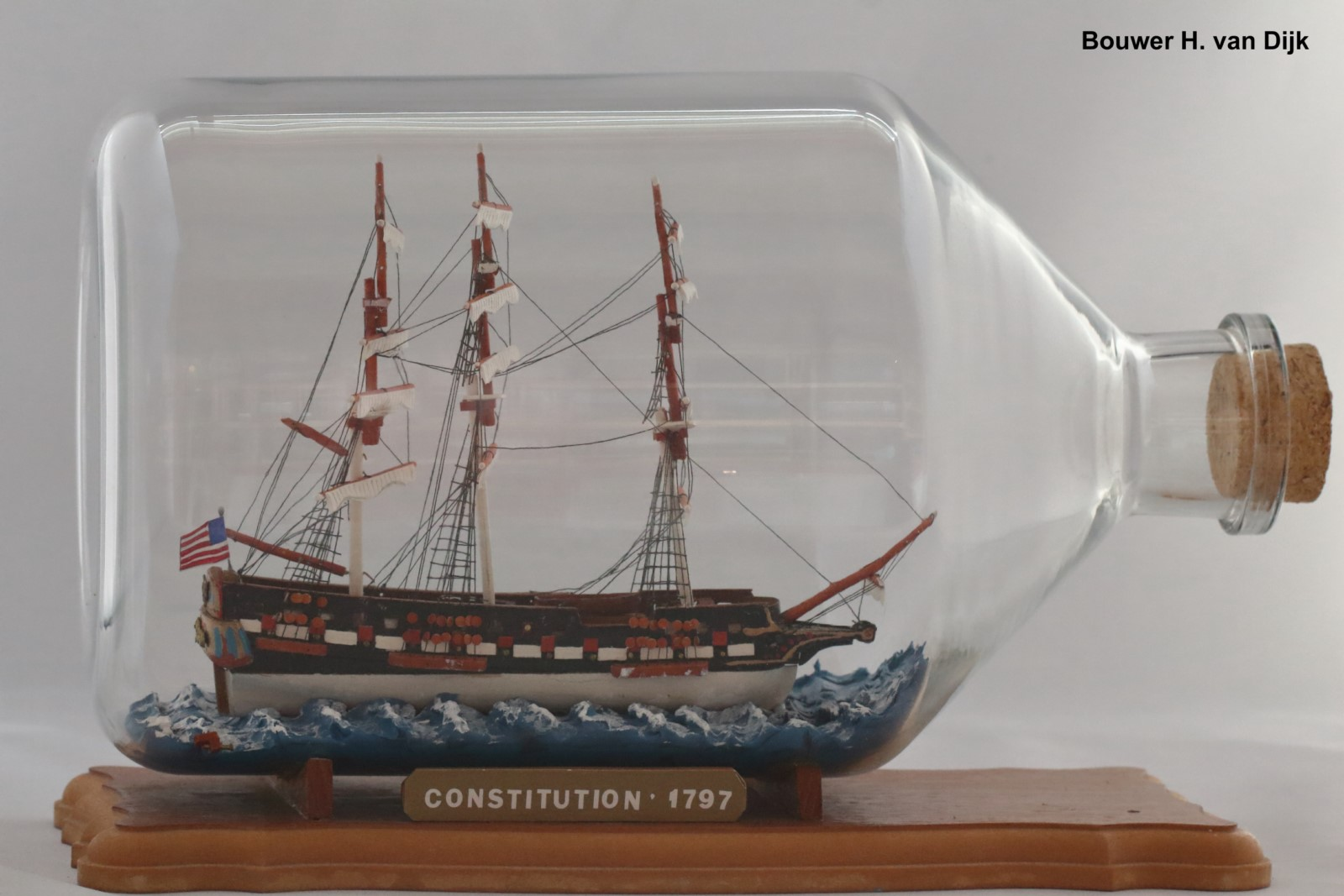
Model van de USS Constitution

## Trivia
- Het Spuihuisje is als kroeg gebruikt in de film De scheepsjongens van Bontekoe.[2]